# わたし、男子校出身です。
『わたし、男子校出身です。』（わたし、だんしこうしゅっしんです。）は、2008年6月10日にポプラ社から出版された椿姫彩菜の著書。

## 概要
1984年に生まれた著者が、自身の性別に違和感を覚えながらも中学・高校と男子校生活を送り、大学では偏見・差別を受け、休学せざるを得なくなり、休学中ニューハーフクラブで稼いだ金で性別適合手術を受け、その後復学するまでの生活と心情を綴った自叙伝。
台湾でも翻訳本が出版されている。また、この本を読んだ性同一性障害者が作中に登場する新宿のニューハーフクラブのママを頼って来たり、そのクラブで働くようになったこともある。

## 内容
1. 私には「しっぽ」がついていた
1984年に慈恵医大病院で生まれ、物心ついた頃から自身の性別に違和感を覚え始め、その後、小学校で初恋を経験する。
2. 「しっぽ」を呪った10代
エスカレーター式に付属中学に入学、文化祭でヒロイン役を演じ学校で有名人となり、「女」として受け入れられていったが、一方、家では「男」であることを強制する両親と、「女」でいたい本人との間で溝が埋まらず、家庭内でだんだん孤立していく。その頃テレビでは『3年B組金八先生』が放送され、上戸彩が性同一性障害を持った生徒役を演じていたり、学校の授業を通して、初めて「性同一性障害」と言う言葉を知る。そして高校を卒業し、自分を理解し、受け入れてくれた友達とも別れ、大学へと進んでいく。
3. 本物の女たちと「しっぽ」がある女たち
大学に入学すると見た目は女だが学生証の性別が男であることで周りからは奇異な目で見られるようになるが、その中で唯一の理解者を見つける。大学2年の夏休み、ニュースで性同一性障害特例法成立を知り、戸籍の性別変更をするために、大学を休学し、家を飛び出してニューハーフクラブで働きはじめる。
4. 「しっぽ」にさようなら
ニューハーフクラブで貯めたお金で性別適合手術を受ける。そして両親と和解する。
5. はじめまして。有里です
裁判所での審査を経て戸籍上の性別も「女」に「戻る」ことができ、保険証も学生証も性別が「女」になり、やっと自分は「0」になった。そしてニューハーフクラブを辞め、実家に戻った。

## 書誌情報
- 椿姫彩菜『わたし、男子校出身です。』ポプラ社、2008年。ISBN 978-4-591-10385-2。
- 中森ゴセン『わたし、男子校出身です。 : comic』椿姫彩菜原作、ポプラ社、2009年。ISBN 978-4-591-10970-0。